# 1960-as Le Mans-i 24 órás verseny
A 28. Le Mans-i 24 órás versenyt 1960. június 25. és június 26. között rendezték meg.

## Végeredmény
|    | Kategória | #  | Csapat                            | Versenyzők                             | Modell                       | Motor                   | Körök |
| -- | --------- | -- | --------------------------------- | -------------------------------------- | ---------------------------- | ----------------------- | ----- |
| 1  | S 3.0     | 11 | Scuderia Ferrari SpA              | Paul Frère Olivier Gendebien           | Ferrari 250 TR59/60          | Ferrari 3.0L V12        | 314   |
| 2  | S 2.0     | 17 | North American Racing Team (NART) | Ricardo Rodríguez André Pilette        | Ferrari 250 TR59             | Ferrari 3.0L V12        | 310   |
| 3  | S 3.0     | 7  | Border Reivers                    | Roy Salvadori Jim Clark                | Aston Martin DBR1/300        | Aston Martin 3.0L I6    | 306   |
| 4  | GT 3.0    | 16 | Fernand Tavano                    | Fernand Tavano Pierre Dumay            | Ferrari 250 GT SWB           | Ferrari 3.0L V12        | 302   |
| 5  | GT 3.0    | 18 | North American Racing Team (NART) | George Arents Alan Connell Jr.         | Ferrari 250 GT SWB           | Ferrari 3.0L V12        | 300   |
| 6  | GT 3.0    | 22 | Ecurie Francorchamps              | Leon Dernier Pierre Noblet             | Ferrari 250 GT SWB           | Ferrari 3.0L V12        | 300   |
| 7  | GT 3.0    | 19 | North American Racing Team (NART) | Ed Hugus Augie Pabst                   | Ferrari 250 GT SWB           | Ferrari 3.0L V12        | 299   |
| 8  | GT 5.0    | 3  | Briggs S. Cunningham              | John Fitch Bob Grossman                | Chevrolet Corvette           | Chevrolet 4.6L V8       | 281   |
| 9  | S 3.0     | 8  | Major Ian B. Baillie              | Ian B. Baillie Jack Fairman            | Aston Martin DBR1/300        | Aston Martin 3.0L I6    | 281   |
| 10 | GT 1.6    | 35 | Porsche KG                        | Herbert Linge Heini Walter             | Porsche 356B Abarth GTL      | Porsche 1.6L Flat-4     | 269   |
| 11 | S 1.6     | 39 | Porsche KG                        | Edgar Barth Wolfgang Seidel            | Porsche 718 RS               | Porsche 1.5L Flat-4     | 264   |
| 12 | S 2.0     | 32 | Ted Lund                          | Ted Lund Colin Escott                  | MG A Twin Cam                | MG 1.8L I4              | 262   |
| 13 | GT 1.3    | 44 | Roger Masson                      | Roger Masson Claude Laurent            | Lotus Elite Mk14             | Coventry Climax 1.2L I4 | 261   |
| 14 | GT 1.3    | 41 | Team Elite                        | John Wagstaff Tony Marsh               | Lotus Elite Mk14             | Coventry Climax 1.2L I4 | 257   |
| 15 | S 850     | 48 | Automobiles Deutsch et Bonnet     | Paul Armagnac Gérard Laureau           | DB HBR4                      | Panhard 0.7L Flat-2     | 253   |
| 16 | S 1.0     | 46 | Donald Healey Motor Company       | John Dalton John K. Colgate Jr.        | Austin-Healey Sprite Sebring | BMC 1.0L I4             | 246   |
| 17 | S 1.0     | 47 | Automobiles Deutsch et Bonnet     | Pierre Lelong Maurice van der Bruwaene | DB HBR5                      | Panhard 0.9L Flat-2     | 244   |
| 18 | S 850     | 54 | Ed Hugus                          | John Bentley John S. Gordon            | O.S.C.A. Sport 750           | O.S.C.A. 0.7L I4        | 237   |
| 19 | S 1.0     | 56 | Automobiles Deutsch et Bonnet     | Robert Bourharde Jean-François Jaeger  | DB HBR5 Coupe                | Panhard 0.9L Flat-2     | 228   |
| 20 | S 1.0     | 52 | Automobiles Deutsch et Bonnet     | René Bartholoni Bernard de Saint Auban | DB HBR4 Coupe                | Panhard 0.9L Flat-2     | 223   |

## Nem értékelhető
|    | Kategória | #  | Csapat              | Versenyzők                     | Modell             | Motor             | Körök |
| -- | --------- | -- | ------------------- | ------------------------------ | ------------------ | ----------------- | ----- |
| 21 | GT 5.0    | 4  | Camoradi USA        | Leon Lilley Fred Gamble        | Chevrolet Corvette | Chevrolet 4.6L V8 | 275   |
| 22 | S 2.0     | 28 | Standard Triumph    | Keith Ballisat Marcel Becquart | Triumph TR4S       | Triumph 2.0L I4   | 256   |
| 23 | S 2.0     | 59 | Standard Triumph    | Les Leston Mike Rothschild     | Triumph TR4S       | Triumph 2.0L I4   | 252   |
| 24 | S 2.0     | 29 | Standard Triumph    | Peter Bolton Ninian Sanderson  | Triumph TR4S       | Triumph 2.0L I4   | 249   |
| 25 | GT 2.0    | 30 | Ecurie Laussannoise | André Wicky Georges Gachnang   | AC Ace             | Bristol 2.0L I6   | 239   |

## Nem ért célba
|    | Kategória | #  | Csapat                            | Versenyzők                            | Modell                               | Motor                   | Körök |
| -- | --------- | -- | --------------------------------- | ------------------------------------- | ------------------------------------ | ----------------------- | ----- |
| 26 | GT 3.0    | 20 | North American Racing Team (NART) | Jo Schlesser William Sturgis          | Ferrari 250 GT SWB California        | Ferrari 3.0L V12        | 258   |
| 27 | GT 3.0    | 15 | A.G. Whitehead                    | Graham Whitehead Henry Taylor         | Ferrari 250 GT SWB                   | Ferrari 3.0L V12        | 258   |
| 28 | GT 5.0    | 2  | Briggs S. Cunningham              | Richard Thompson Fred Windridge       | Chevrolet Corvette                   | Chevrolet 4.6L V8       | 207   |
| 29 | S 3.0     | 10 | Scuderia Ferrari SpA              | Willy Mairesse Richie Ginther         | Ferrari 250 TR/60                    | Ferrari 3.0L V12        | 204   |
| 30 | S 2.0     | 33 | Porsche KG                        | Jo Bonnier Graham Hill                | Porsche 718/4 RS                     | Porsche 1.6L Flat-4     | 191   |
| 31 | S 1.6     | 38 | Baron Carel Godin de Beaufort     | Carel Godin de Beaufort Richard Stoop | Porsche 718/4 RS                     | Porsche 1.6L Flat-4     | 180   |
| 32 | S 850     | 50 | Abarth & Cie                      | Paul Condriller Jean Guichet          | Fiat-Abarth 850S Bialbero            | Fiat 0.8L I4            | 174   |
| 33 | GT 1.3    | 43 | Sir Gawaine Baillie               | Mike Parkes Sir Gawaine Baillie       | Lotus Elite Mk14                     | Coventry Climax 1.2L I4 | 169   |
| 34 | S 3.0     | 5  | Ecurie Ecosse                     | Ron Flockhart Bruce Halford           | Jaguar D-Type                        | Jaguar 3.0L I6          | 168   |
| 35 | GT 1.3    | 42 | Team Elite                        | David Buxton William E.J. Allen       | Lotus Elite Mk14                     | Coventry Climax 1.2L I4 | 157   |
| 36 | S 1.15    | 45 | Lola Cars Ltd. Charles Vögele     | Charles Vögele Peter Ashdown          | Lola Mk.1                            | Coventry Climax 1.1L I4 | 148   |
| 37 | GT 2.0    | 57 | Jean Rambaux                      | Jean Rambaux Pierre Boutin            | AC Ace                               | Bristol 2.0L I6         | 130   |
| 38 | S 850     | 55 | Automobili Stanguellini           | Raymond Quilico Carlos Manuel Reis    | Stanguellini 740 Bialbero            | Fiat 0.7L I4            | 103   |
| 39 | S 1.15    | 40 | Squadra Vigilio Conrero           | Bernard Costen Francesco de Leonibus  | Alfa Romeo Giulietta SV Conrero 1150 | Alfa Romeo 1.1L I4      | 96    |
| 40 | S 3.0     | 25 | Camoradi USA                      | Lloyd Casner Jim Jeffords             | Maserati Tipo 61 "Birdcage"          | Maserati 2.9L I4        | 95    |
| 41 | S 1.6     | 36 | Jean Kerguen                      | Jean Kerguen Robert La Caze           | Porsche 718/4 RS                     | Porsche 1.6L Flat-4     | 92    |
| 42 | GT 3.0    | 23 | J.C. Sears / BMC                  | Jack Sears Peter Riley                | Austin-Healey 3000                   | BMC 2.9L I6             | 89    |
| 43 | S 3.0     | 6  | Briggs S. Cunningham              | Dan Gurney Walt Hansgen               | Jaguar E-Type 2A                     | Jaguar 3.0L I6          | 89    |
| 44 | S 850     | 49 | Abarth & Cie                      | Jacques Féret Tony Spychiger          | Fiat-Abarth 850S Bialbero            | Fiat 0.8L I4            | 86    |
| 45 | S 3.0     | 24 | Camoradi USA                      | Chuck Daigh Masten Gregory            | Maserati Tipo 61 "Birdcage"          | Maserati 2.9L I4        | 82    |
| 46 | S 850     | 53 | Automobiles O.S.C.A.              | Jean Laroche André Simon              | O.S.C.A. Sport 750                   | O.S.C.A. 0.7L I4        | 66    |
| 47 | GT 1.3    | 63 | Giorgio Ubezzi                    | Giorgio Ubezzi José Rosinski          | Alfa Romeo Giulietta SZ              | Alfa Romeo 1.3L I4      | 61    |
| 48 | S 2.0     | 34 | Porsche KG                        | Maurice Trintignant Hans Herrmann     | Porsche 718/4                        | Porsche 1.6L Flat-4     | 57    |
| 49 | GT 5.0    | 1  | Briggs S. Cunningham              | Briggs Cunningham William Kimberley   | Chevrolet Corvette                   | Chevrolet 4.6L V8       | 38    |
| 50 | S 850     | 60 | Abarth & Cie                      | Giancarlo Rigamonti Remo Cattini      | Fiat-Abarth 700S                     | Fiat 0.7L I4            | 31    |
| 51 | S 850     | 51 | Automobiles Deutsch et Bonnet     | Jean-Claude Vidilles Jean Vinatier    | DB HBR4                              | Panhard 0.7L Flat-2     | 30    |
| 52 | GT 3.0    | 21 | Equipe Nationale Belge            | Jean Blaton Lucien Bianchi            | Ferrari 250 GT SWB                   | Ferrari 3.0L V12        | 29    |
| 53 | S 3.0     | 26 | Camoradi USA                      | Giorgio Scarlatti Gino Munaron        | Maserati Tipo 61 Longtail            | Maserati 2.9L I4        | 22    |
| 54 | S 3.0     | 12 | Scuderia Ferrari SpA              | Ludovico Scarfiotti Pedro Rodríguez   | Ferrari 250 TRI/60                   | Ferrari 3.0L V12        | 22    |
| 55 | S 3.0     | 9  | Scuderia Ferrari SpA              | Wolfgang von Trips Phil Hill          | Ferrari 250 TR59/60                  | Ferrari 3.0L V12        | 22    |